# Avitta fasciosa
Avitta fasciosa là một loài bướm đêm trong họ Noctuidae.